# Lupfener Fehde
Die Lupfener Fehde (auch Lupfensche Fehde, Lupfische Fehde) war eine kriegerische Auseinandersetzung zwischen den Herren von Lupfen und den Grafen von Fürstenberg von 1411 bis 1417. Sie wurde verdeckt noch bis 1425 fortgeführt.

## Vorgeschichte

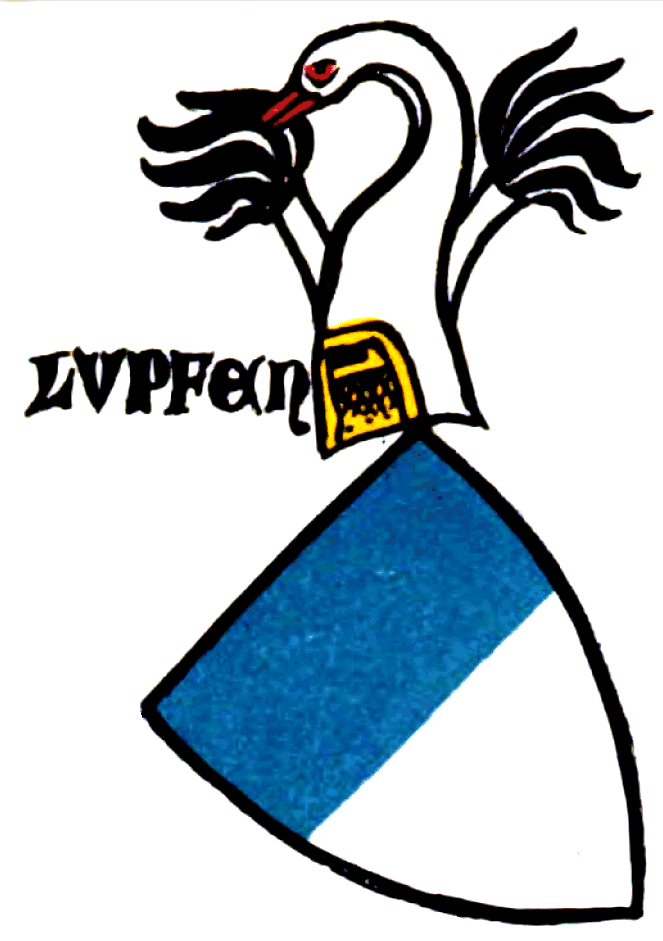
Wappen der Herren von Lupfen

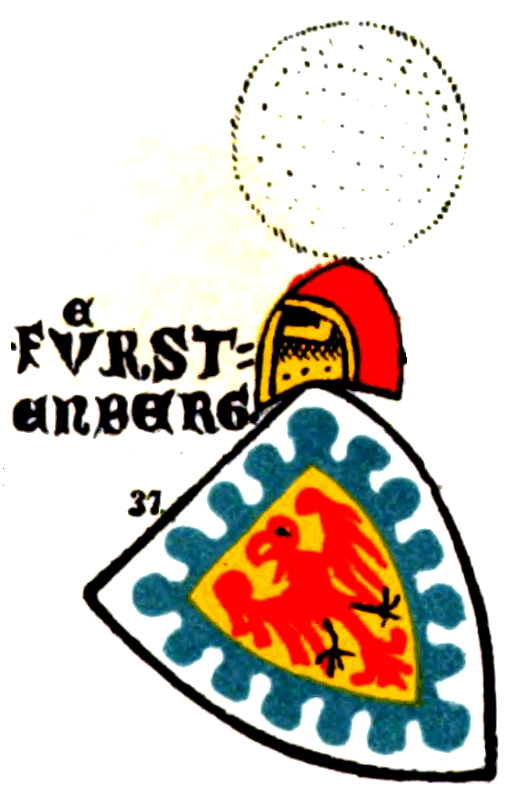
Wappen der Grafen von Fürstenberg

Im Krieg um den Schwäbischen Städtebund 1377 hatten sich die Herren von Lupfen wegen anhaltender Fehden mit den Fürstenbergern auf die Seite der Württemberger gestellt, während die Grafen von Fürstenberg aufseiten der Reichsstadt Rottweil standen. Im Verlauf dieses Konflikts wurde die Burg Hohenlupfen durch die Rottweiler geschleift, anschließend aber wieder aufgebaut.
Nach dem Aussterben der Linie Fürstenberg-Haslach im Jahr 1386 vereinigte Graf Heinrich IV. von Fürstenberg alle fürstenbergischen Besitzungen, hatte jedoch die Erbrechte Hans’ von Hornberg über das Hohe Gericht und den Waldbann u. a. im Linach-, Schönenbach- und Urachtal zu berücksichtigen. Diese Täler und Teile von Herzogenweiler wurden nach einem Gerichtsurteil 1400 zudem an den Hornberger verpfändet. Als Pfandherr der Burg Neu-Fürstenberg wurde Hans von Hornberg dort 1408 ein lebenslanges Aufenthaltsrecht gewährt. Als er 1411 auf Neu-Fürstenberg starb, erhoben Bruno und Konrad von Lupfen Erbansprüche auf die drei Täler, was die Lupfener Fehde auslöste.

## Verlauf
In der Lupfener Fehde standen sich einerseits die Grafen Heinrich V. und Egon von Fürstenberg und andererseits die Brüder Bruno und Konrad von Lupfen gegenüber.
Im Verlauf der Fehde wurden etliche Dörfer im fürstenbergisch-lupfischen Grenzgebiet geplündert und niedergebrannt. So wurde 1413 das Dorf Asp zerstört und dessen Gemarkung in Teilen Tannheim zugeschlagen. Zu den schwer in Mitleidenschaft gezogenen Orten gehörte auch Biesingen. Das Kloster Neudingen, seit 1337 Grablege der Fürstenberger, erlitt ebenfalls Zerstörungen. Um 1416, womöglich aber bereits um 1413, wurde die Burg Kirnberg durch die Fürstenberger niedergebrannt und nicht mehr aufgebaut. Die Lupfener beklagten sich anschließend in einer umfangreichen Beschwerdeschrift, dass die Burg im Frieden angezündet, die Äcker zerstört und die Wege zur Kirnburg zerschlagen worden seien. Letzteres kann heutzutage noch vor Ort nachvollzogen werden.
Die Fehde fand mit der endgültigen Zerstörung der Burg Hohenlupfen im Jahr 1416 allmählich ein Ende. Die Stammburg der Lupfener war erneut von den Rottweilern, diesmal im Auftrag König Sigismunds, attackiert worden. Dieser erklärte am 13. Januar 1425 in Wien, „dass die Belagerung des dem Bruno von Lupfen gehörigen Raubschlosses Lupfen in seinem Auftrage durch die schwäbischen Reichsunterthanen, insbesondere durch Heinrich und Egon Grafen von Fürstenberg und Landgrafen in Barr erfolgt sei und dadurch für diese keinen Nachteil, wie keine gerichtliche Forderung seitens des Bruno von Lupfen zur Folge haben könne“.

## Folgezeit und Einschätzung
Konrad von Lupfen starb 1429. Im Jahr 1439 erlosch mit dem Tod Brunos von Lupfen die Stammlinie des Geschlechts und die Württemberger erwarben die Herrschaft rund um den Lupfen.
Karl Siegfried Bader nannte die Lupfener Fehde die „übelste Fehde des 15. Jahrhunderts in der Baar“, darüber hinaus wurde sie als „berüchtigt“ und „äußerst kriegerisch“ bezeichnet.